# Elije Donat
Elije Donat (latinski: Aelius Donatus) bio je rimski gramatičar koji je živio u 4. stoljeću. Bio je učitelj svetom Jeronimu.

## Djela
Napisao je dva latinska gramatička priručnika zvana Ars minor i Ars maior. Ars minor je bio kraći od udžbenika Ars maior te je bio namijenjen početnicima. U tom udžbeniku se u obliku pitanja i odgovora,  raspravljao o osam vrsti riječi. Ars maior  je bio namijenjen naprednijim učenicima te se u njemu učilo o fonetici, morfologiji i stilistici.
Ars minor i Ars major su bili temelji nastave iz latinskog jezika tijekom cijeloga srednjeg vijeka sve do renesanse.
Također je napisao dva značajna komentara na djela Terencija i Vergilija, od kojih je potonji većinski izgubljen.